# 胡利奧塞薩爾薩拉斯市

胡利奧塞薩爾薩拉斯市（西班牙語：Municipio Julio César Salas），是委內瑞拉的一個市，位於該國西部梅里達州，首府設於阿拉普埃，面積202平方公里，2013年人口17,937，人口密度每平方公里88.79人。